# Mrkalji
Mrkalji är ett samhälle i Bosnien och Hercegovina.   Det ligger i entiteten Republika Srpska, i den östra delen av landet, 50 km öster om huvudstaden Sarajevo. Mrkalji ligger 1 126 meter över havet och antalet invånare är 114.
Terrängen runt Mrkalji är kuperad söderut, men norrut är den platt. Närmaste större samhälle är Han Pijesak, 6,1 km norr om Mrkalji. 
Omgivningarna runt Mrkalji är en mosaik av jordbruksmark och naturlig växtlighet. Runt Mrkalji är det ganska tätbefolkat, med 67 invånare per kvadratkilometer.